# 拉森泰·布瓦纳
拉森泰·布瓦纳（1462年—1496年），老撾瀾滄王國國王，梭发那·班朗的兄弟，由1485年至1495年在位。
拉森泰是乍加帕·潘漂的第六子，在即位前曾出任廊開總督。1486年無子女的哥哥死亡後即位但他於1491年才加冕。他對越南和泰國阿瑜陀耶王國也保持良好關係，他花費大量時間考慮宗教和法律事務，促進佛教傳播和修建紀念碑。 
他的唯一的兒子孫普繼承了他。
| 前任： 梭发那·班朗 | 瀾滄王國國王 1486年—1496年 | 繼任： 孫普 |